# روزي ماتساكوراتي
روزي ماتساكوراتي (مواليد 1938) ممثلة أفلام ومسرح إيطالية سابقة.

## نشأتها ومسيرتها المهنية
ولدت في مدينة فرارة الإيطالية، والدها ريناتو مارينو مازاكوراتي نحات ورسام إيطالي، عملت في مهنة التمثيل وهي بسن مبكرة، وانتقلت إلى روما للالتحاق بمدرسة السينما الوطنية، وتخرجت في عام 1953. 
وظهرت لأول مرة في فيلم الدراما Art. 519 codice penale، ولعبت روزي ادوارًا ساندتها في مسيرتها الفنية، ومنها دورها في فيلم الليل مع المخرج مايكل أنجلو أنطونيوني  إضافة إلى نشاطها في الأعمال المسرحية وفي عام 1960 أعتزلت روزي التمثيل.

## أعمالها
- (Art. 519 codice penale (1952
- موكب أغنية (1953)
- الشاطئ (1954)
- (Ore 10: lezione di canto (1955
- الأحمر والأسود (1955)
- الأزواج الشباب (1958)
- الكنيسة السوداء (1959)
- الليل (1961)
- لا موناكا دي مونزا (1962)

## روابط خارجية
- روزي ماتساكوراتي على موقع IMDb (الإنجليزية)
- روزي ماتساكوراتي على موقع أول موفي (الإنجليزية)
- روزي ماتساكوراتي على موقع قاعدة بيانات الأفلام السويدية (السويدية)
- روزي ماتساكوراتي على موقع قاعدة بيانات الفيلم (الإنجليزية)
- روزي ماتساكوراتي على موقع كينوبويسك (الروسية)

## مواقع أخرى
- روزي ماتساكوراتي في قاعدة بيانات الأفلام على الإنترنت